# بيلة وار
بيلة وار هي قرية في مقاطعة خوي، إيران. عدد سكان هذه القرية هو 1,215 في سنة 2006.